# Casimir de Montrond
Claude Philibert Hippolyte dit Casimir de Montrond (1769-1843) est un diplomate français, officier de cavalerie et aide de camp.

## Vie familiale
Casimir de Montrond est né le 18 février 1769 à Besançon. Son père, Claude Philibert Mouret de Montrond, est officier des gardes françaises. Il est seigneur de Montrond, Châtillon et Trévillers. En 1751, le roi lui a accordé le droit de retrait féodal et érige Montrond en Comté en 1767.
Sa mère, Angélique Marie d'Arlus du Tailly, comtesse de Montrond (morte en 1827), est une écrivaine royaliste, dont on dit qu'elle est l'auteure du Troubadour béarnais, une chanson royaliste ayant pour refrain « Louis, le fils de Henri, est prisonnier dans Paris ».

## Première carrière politique et arrestations
Sorti de l'École militaire en mai 1783, et est affecté comme sous-lieutenant au régiment de Ségur-Dragon. puis, comme mestre de camp cavalerie, à Douai. Lors d'un passage à Nancy, il défie en duel le comte de Champagne et le tue. Il reste dans l'armée jusqu'en 1792 sous les ordres des généraux Théodore de Lameth et Charles-César de Latour-Maubourg.
Se tournant vers la politique, Casimir de Montrond devient vite la coqueluche des salons parisiens. Homme d'esprit, joueur invétéré et grand amateur de femmes, il devint presque naturellement, vers la fin du XVIIIe siècle, l'inséparable ami de Talleyrand et fut pendant toute sa vie son confident et  son agent politique. Talleyrand avouera même plus tard qu'il était fasciné par cet homme dont il fit le maître d'œuvre de son « cabinet occulte » : c'est lui qui traitait avec les voleurs, escrocs, aventuriers et espions que Talleyrand fréquentait mais avec qui il ne pouvait néanmoins pas se compromettre.
En 1792, Casimir de Montrond accompagne à Londres Aimée de Coigny qui est inquiétée après la journée révolutionnaire du 10 août 1792,  et dont le mari, le duc de Fleury, est un de ses amis. En janvier 1793, redoutant le séquestre de ses biens, Aimée, toujours accompagnée de Casimir de Montrond, qui est devenu son amant, revient en France au moment du procès de Louis XVI. À la veille de la loi des suspects, elle entraîne de Montrond à Mareuil-en-Brie, où ils vivent quelques mois avant d’être arrêtés alors qu'il s'enfuyaient vers les Pays-Bas. Incarcérés à la prison Saint-Lazare, ils apprennent que leurs noms ont été placés sur une liste de proscription, avec le risque d’avoir à répondre d’une accusation de conspiration dans les prisons, ce qui est la mort assurée. Grâce à un indicateur de prison, et moyennant la somme de cent louis, ils obtiennent que leurs noms soient enlevés de cette liste. Ils sont libérés après la chute de Robespierre en juillet 1794,  se marieront en 1795, mais se sépareront à l'issue de leur lune de miel à Londres, pour divorcer en 1802.
Sa connaissance profonde des arcanes de la politique ainsi que ses relations, parmi lesquelles il comptait de nombreux financiers, permettent à Casimir de Montrond de s'enrichir considérablement à la Bourse. En 1809, il tombe en disgrâce pour avoir imprudemment critiqué le système impérial et est contraint de quitter Paris. Après quelque temps passés à Anvers, il se rend à Spa où il rencontre Pauline Borghese. Il retourne à Anvers en 1811 et est arrêté sur les ordres de Napoléon puis envoyé à la forteresse de Ham. Au bout d'un mois d'emprisonnement, il est autorisé à résider à Châtillon-sur-Seine sous surveillance policière, « d'où il s'évadera, en vieux dandy, avec ses perruques, ses parfums et son bidet d'argent ». Il trouve refuge en Angleterre.

## Retour en grâce
Il revient en France lors de la Première Restauration et, pendant les Cent-Jours, se voit confier la mission de se rendre à Vienne afin de convaincre Talleyrand de soutenir les intérêts de Napoléon, de rencontrer Metternich et Nesselrode et de ramener si possible Marie-Louise d'Autriche et le Roi de Rome. Lors de la Seconde Restauration, il connaît de nouveau le succès social, bien qu'il reste toujours sous surveillance policière. Lorsque Talleyrand tombe en disgrâce, il l'accompagne au château de Valençay et continue de le seconder dans ses intrigues. Il le suit à Londres en 1832 et revient à Paris quelque temps avant sa mort le 18 octobre 1843.

## Citations
D'après les Souvenirs et Anecdotes du Capitaine Rees Howell Gronow, Montrond est à l'origine de bons mots faussement attribués à Talleyrand :
- « La parole a été donnée à l’homme pour l’aider à cacher sa pensée. »
- « Défiez-vous des premiers mouvements ; ils sont presque toujours bons. »
- «Il vit sur son mort.» (de Montrond a toujours bluffé)